# Giuseppe-Meazza-Stadion

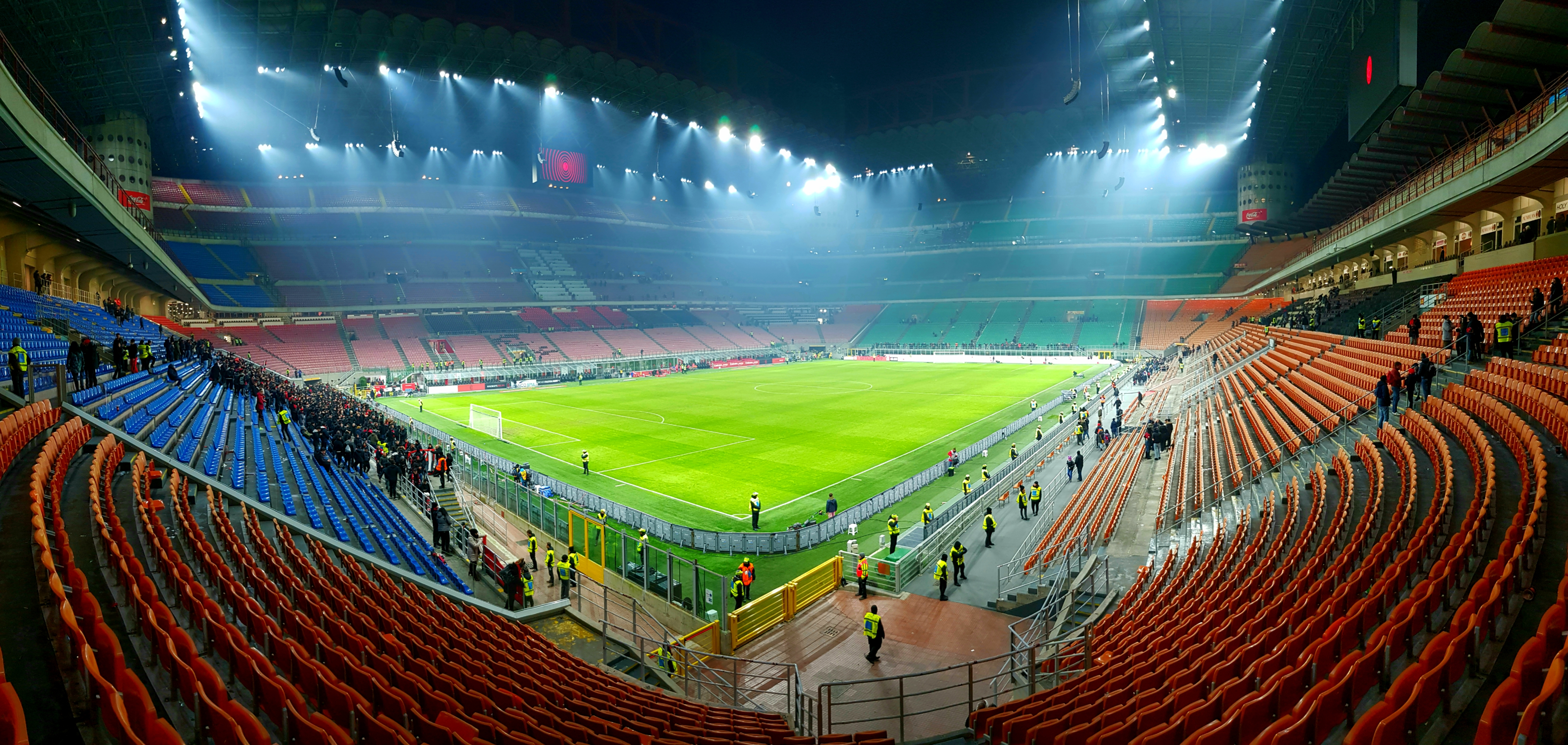
Stadio Giuseppe Meazza, Panorama-Innenansicht

Das Giuseppe-Meazza-Stadion (italienisch Stadio Giuseppe Meazza, ehemals Stadio San Siro), im Volksmund auch San Siro genannt, ist ein Fußballstadion in der italienischen Stadt Mailand. Es bietet aktuell 75.817 Zuschauern Platz und wird von der UEFA in die Kategorie 4, die höchste Stadion-Klasse, eingeordnet. Das größte Stadion Italiens ist Heimstätte der Fußballklubs AC Mailand und Inter Mailand. Es war Spielort der Weltmeisterschaften 1934 und 1990 sowie der Europameisterschaft 1980. Zudem fanden im San Siro mehrere Endspiele im Europapokal der Landesmeister bzw. der UEFA Champions League statt.
Die Spielstätte war früher nach dem gleichnamigen Mailänder Stadtteil San Siro benannt und ehrt seit 1980 den für beide Mailänder Vereine aktiven Fußballspieler Giuseppe Meazza (1910–1979). Sie wird in Italien auch als „La Scala del calcio“ (deutsch Das Opernhaus des Fußballs) bezeichnet.

## Geschichte
Seit der Eröffnung am 19. September 1926 wird das Stadtderby Derby della Madonnina zwischen dem AC Mailand und Inter Mailand im Stadion ausgetragen. Es bietet heute 80.018 Zuschauern Platz, wovon 5.200 Business-Sitze sind. 300 der Sitze befinden sich in den Logen. Zusätzlich stehen 223 Presseplätze und 244 behindertengerechte Plätze zur Verfügung. Bei der Eröffnung standen nur rund 10.000 Plätze bereit. 1939 brachte ein Ausbau und Renovierung die Kapazität auf 55.000 Zuschauer. Mitte der 1950er-Jahre bot das San Siro rund 100.000 Plätze. Mit den Umbauarbeiten für die Fußball-Weltmeisterschaft 1990 sank das Platzangebot auf etwa 85.000. Es ist in die UEFA-Stadion-Kategorie 4, der höchsten Klassifikation des Europäischen Fußballverbandes, eingestuft. Im Stadion befinden sich ein Museum, welches von beiden Vereinen gemeinsam betrieben wird, Restaurants und Fanshops.
Das Stadion wurde von 1925/26 im Mailänder Stadtteil San Siro erbaut und 1935 an die Stadt verkauft. 1954/55 wurde es nach den Plänen von Armando Ronca und Ferruccio Calzolari für eine Besucherzahl von 100.000 erweitert. Am 2. März 1980 wurde das Stadion im Gedenken an den kurz zuvor verstorbenen Mailänder Fußballspieler Giuseppe Meazza umbenannt.
Sein heutiges Aussehen erhielt das Stadion anlässlich der Fußball-Weltmeisterschaft 1990, als es um einen dritten Rang erweitert wurde. Dieser wird von insgesamt elf Türmen gehalten, von denen vier deutlich sichtbar ins Stadioninnere ragen und auch das Stahlgerüst des Glasdaches tragen. In diesen vier Türmen sind auch die Aufgänge zu den einzelnen Rängen, sowie Bars, Imbissbuden und Toiletten untergebracht.
2001 war das Giuseppe-Meazza-Stadion Austragungsort des Champions-League-Finalspiels, das der FC Bayern München gegen den spanischen Klub FC Valencia mit 5:4 im Elfmeterschießen gewann. Im gesamten Stadion herrscht seit 2005 ein vom Mailänder Stadtrat verordnetes Rauchverbot. Verstöße werden mit einer Geldstrafe von bis zu 250 Euro sanktioniert.
Das Finale der UEFA Champions League 2015/16 wurde von der UEFA an die Stadt Mailand vergeben und fand im San Siro statt. Real Madrid gewann das Finale im Elfmeterschießen mit 5:3 gegen den Stadtrivalen Atlético Madrid.
Aus Sicherheitsgründen wurde die Kapazität des San Siro ab der Saison 2019/20 reduziert. Die Behörden der Stadt sperrten sechs Bereiche des Oberrangs, weil Fans ein Schwanken der Tribüne festgestellt hatten. Nach einem Spiel gegen Atalanta Bergamo untersuchten die Feuerwehr und Techniker der Stadt die Statik. Die beiden Mailänder Clubs wie auch die Stadt betonen, dass zu keinem Zeitpunkt Gefahr für die Besucher bestanden habe. Das Platzangebot von 80.018 sank um 2.350 auf 77.668 Plätze.

## Zukunft
Im Juli 2018 stellte die Stadt Mailand Pläne für eine Renovierung der Spielstätte mit Kosten von 15 Mio. Euro vor. Ende März 2019 erklärte der Inter-Boss Alessandro Antonello gegenüber Sky Italia, dass sich Inter und die AC auf den Bau eines neuen Stadions geeinigt haben und es für beide Clubs die beste Lösung wäre. Seit einigen Monaten arbeite man gemeinsam am San-Siro-Projekt und wolle in Kürze eine Entscheidung verkünden. Als offizieller Besitzer des Stadions wird letztendlich die Stadt über die Zukunft des annähernd 100 Jahre alten Stadions entscheiden.
Anfang März wurden einige Daten zu den Planungen bekannt. Die Kosten des neuen Stadions sollen ein finanzielles Volumen von 600 Mio. Euro haben und es soll 60.000 Plätze bieten. Ein Teil der Finanzierung soll durch einen Namenssponsoren gedeckt werden. Es sollen jährlich mindestens 25 Mio. Euro erzielt werden. Der Neubau soll auf den Parkplätzen des alten San Siro entstehen. Die beiden Clubs würden den Abriss übernehmen. Als Option soll es möglicherweise ein schließbares Dach geben, um andere Veranstaltungen austragen zu können. Damit das Stadion nicht so weit aufragt wie das Meazza-Stadion, soll die Spielfläche und der untere Zuschauerrang in den Erdboden eingelassen werden. Mit einem vereinseigenen Stadion hätten die Clubs bessere finanzielle Möglichkeiten gegenüber dem Serienmeister Juventus Turin mit dem Allianz Stadium sowie im internationalen Vergleich. 
Während mit dem Giuseppe-Meazza-Stadion 2018 insgesamt 35 Mio. Euro eingenommen wurden, waren es beim Emirates Stadium des FC Arsenal in London 112 Mio. Euro. Eine Delegation der beiden Clubs mit den CEOs Antonello und Ivan Gazidis besuchte in den Vereinigten Staaten das Mercedes-Benz Stadium in Atlanta und das MetLife Stadium in East Rutherford, um sich über modernen Stadionbau zu informieren. Am 24. Juni 2019, dem Tag der Vergabe der Olympischen Winterspiele 2026 nach Mailand und Cortina d’Ampezzo, gaben die Vorsitzenden beider Vereine bekannt, gemeinsam ein neues Stadion neben der bisherigen Spielstätte bauen zu wollen. 
Die Inbetriebnahme sei für die Saison 2022/23 geplant, anschließend solle der Abriss des alten Stadions erfolgen. Demgegenüber steht die Aussage des Mailänder Bürgermeisters Giuseppe Sala, nach der die Eröffnungsfeier der Olympischen Spiele im alten San Siro stattfinden soll.
Am 9. August 2023 entschied die Denkmalschutz-Behörde der Region Lombardei, dass das Meazza-Stadion ein architektonisches Kulturerbe ist und deswegen erhalten werden muss. Nach dieser Entscheidung werden die Stadtrivalen wohl eigene Stadien bauen. Laut der Gazzetta dello Sport könnte Inter sein neues Stadion in der Gemeinde Rozzano im Südwesten Mailands bauen. Die AC könnte in San Donato Milanese im Südosten der Stadt mit einer eigenen Fußballarena heimisch werden. Wie es nach dem Auszug der beiden Clubs mit dem San Siro weiter geht, ist unklar. Die Stadt trägt als Eigentümerin die Instandhaltungs- und eventuelle Modernisierungskosten.

## Andere Veranstaltungen
Neben Fußballspielen werden im Stadion zahlreiche Konzerte ausgetragen. 1960 fand hier ebenfalls ein Boxkampf zwischen Duilio Loi und Carlos Ortiz statt. Im November 2009 spielte Italien vor 80.000 Zuschauern ein Rugby-Länderspiel gegen Neuseeland.

## Lage und öffentliche Verkehrsmittel
Das Stadion liegt im Westen Mailands und kann durch die Straßenbahn-Linie 16 erreicht werden, die direkt am Stadion endet. Seit Ende April 2015 ist das Stadion durch die Station San Siro Stadio direkt mit der Metrolinie 5 erreichbar. Des Weiteren liegt die Station Lotto der Metro nah am Stadion, welche man mit der Linie 1 erreichen kann. An Veranstaltungstagen gibt es einen Zubringerdienst, wodurch Besucher das Stadion kostenlos von der Station Lotto erreichen können.

## Galerie

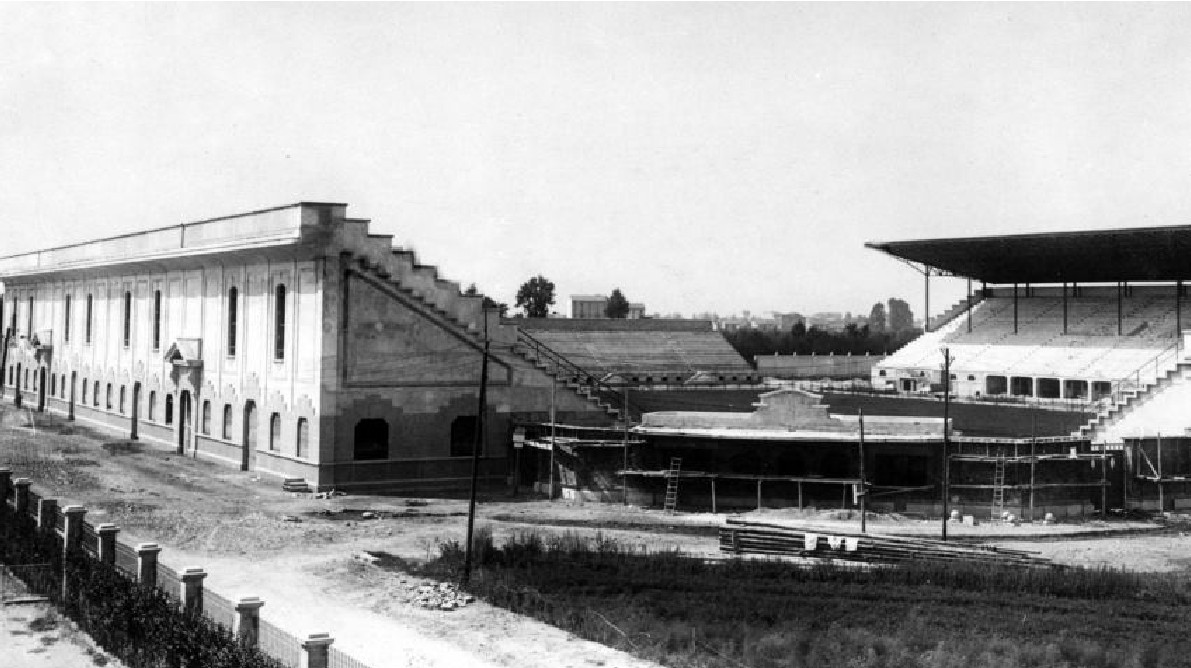
Stadio San Siro während der Bauarbeiten (1926)
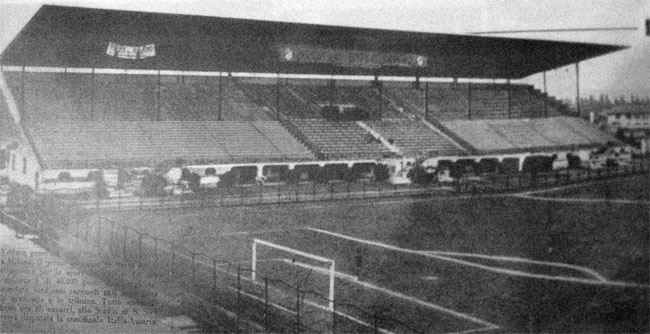
Stadio San Siro (1934)
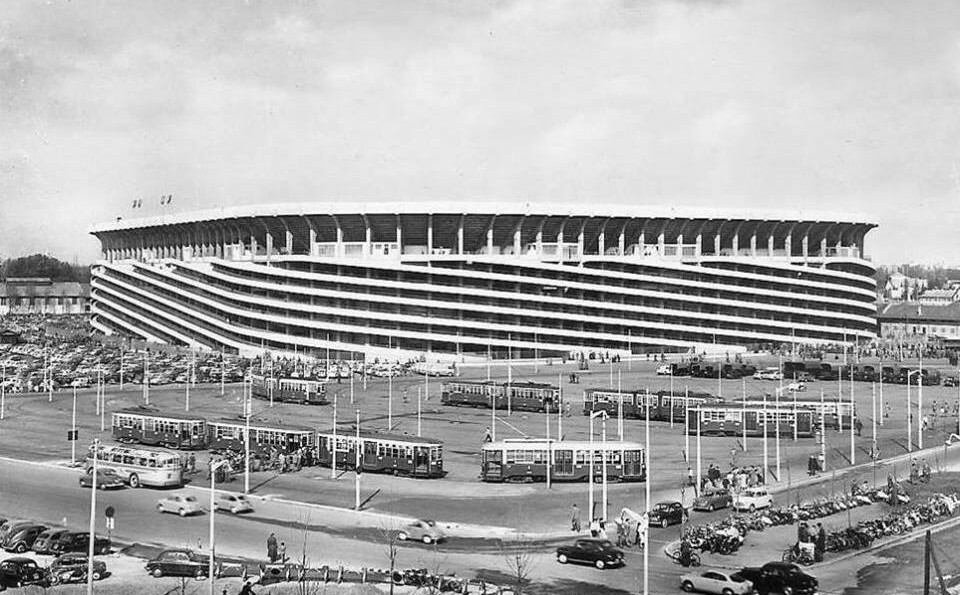
Stadio San Siro in den 1950er-Jahren
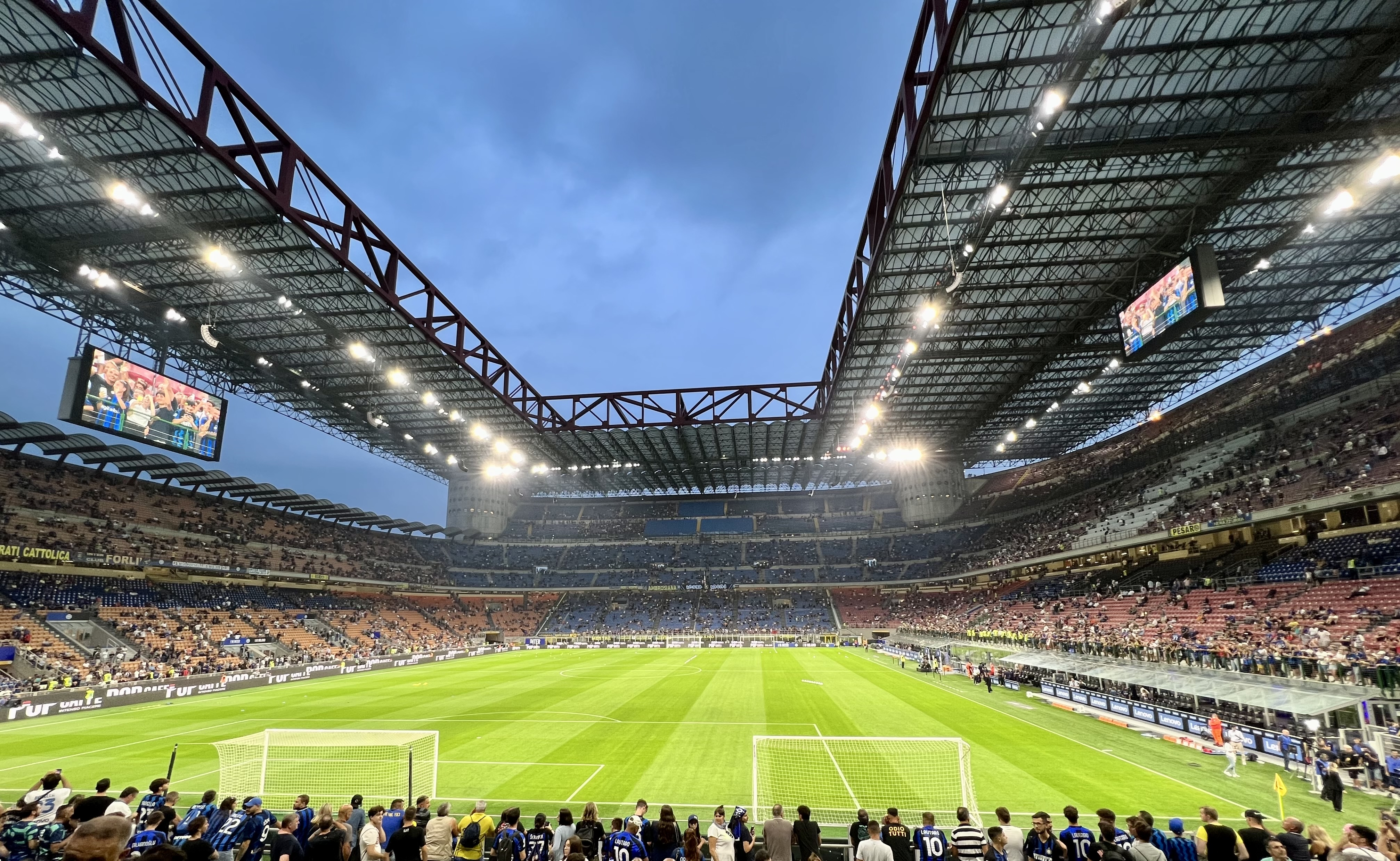
Innenansicht (2022)
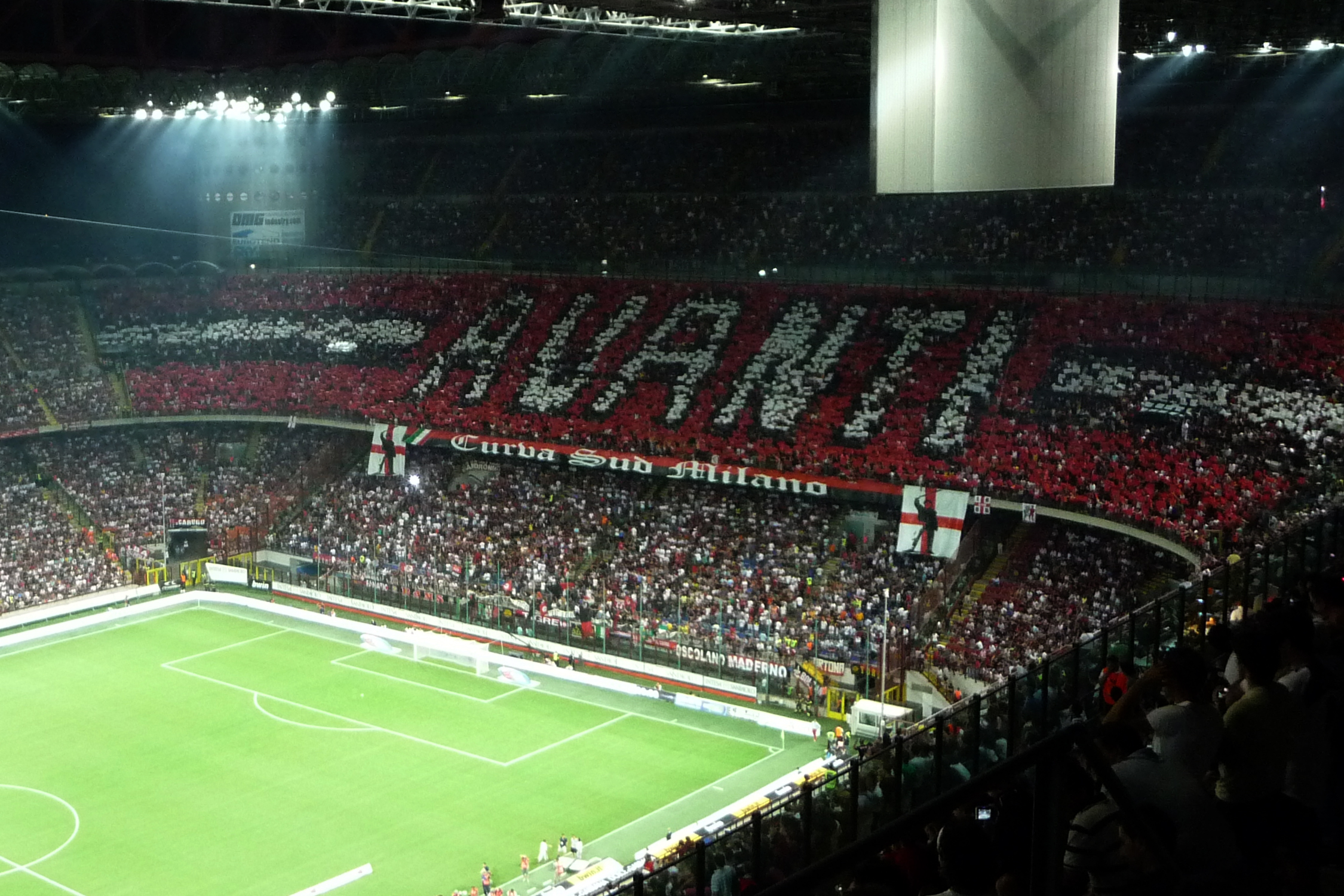
Curva Sud
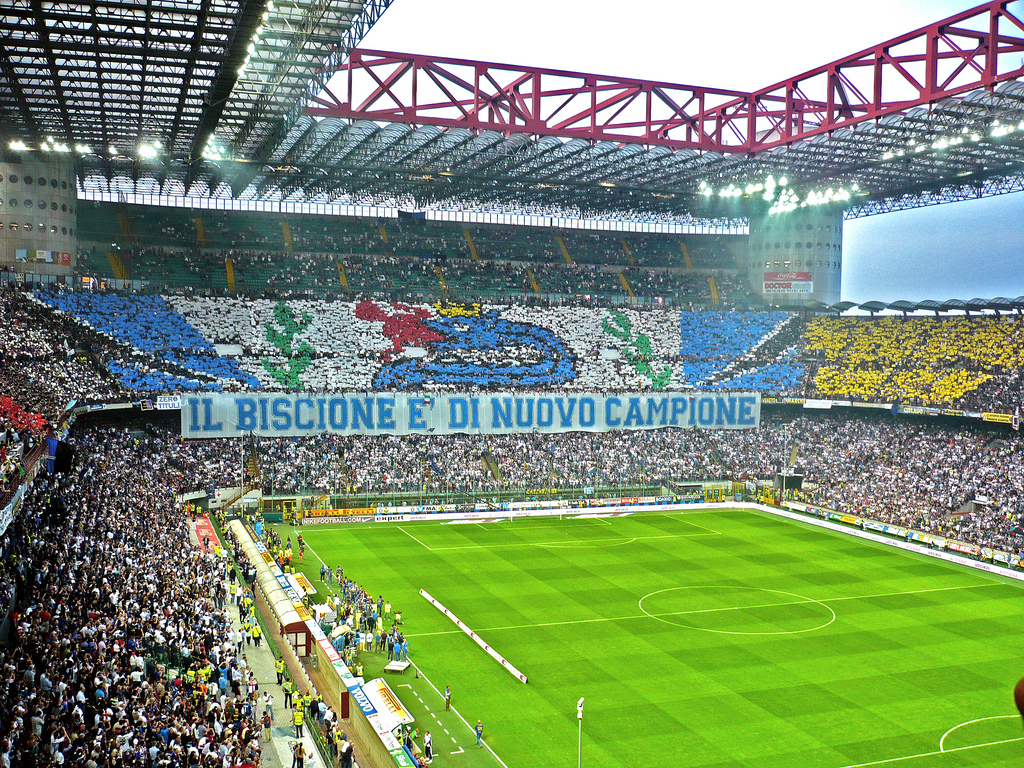
Curva Nord
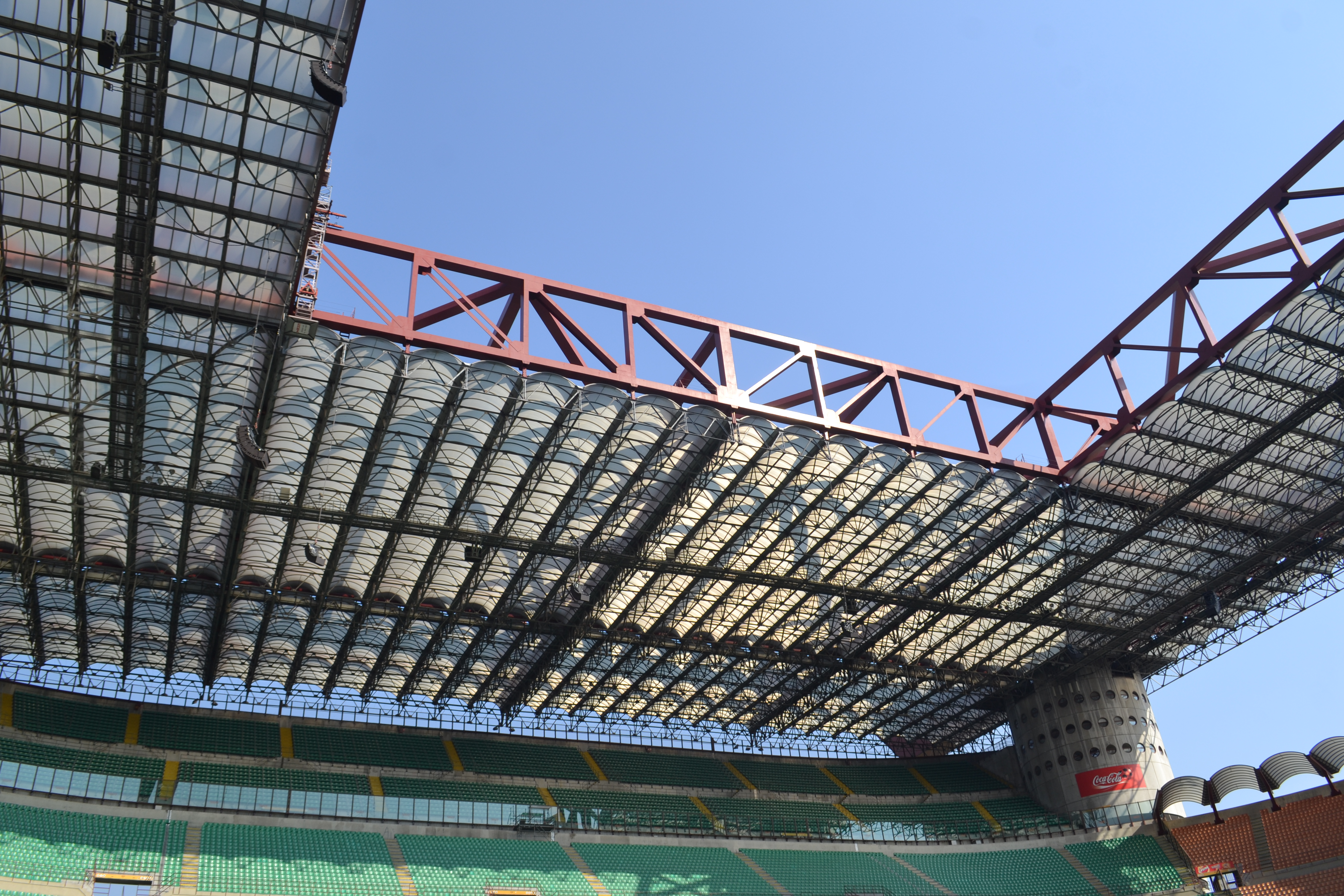
Dachkonstruktion
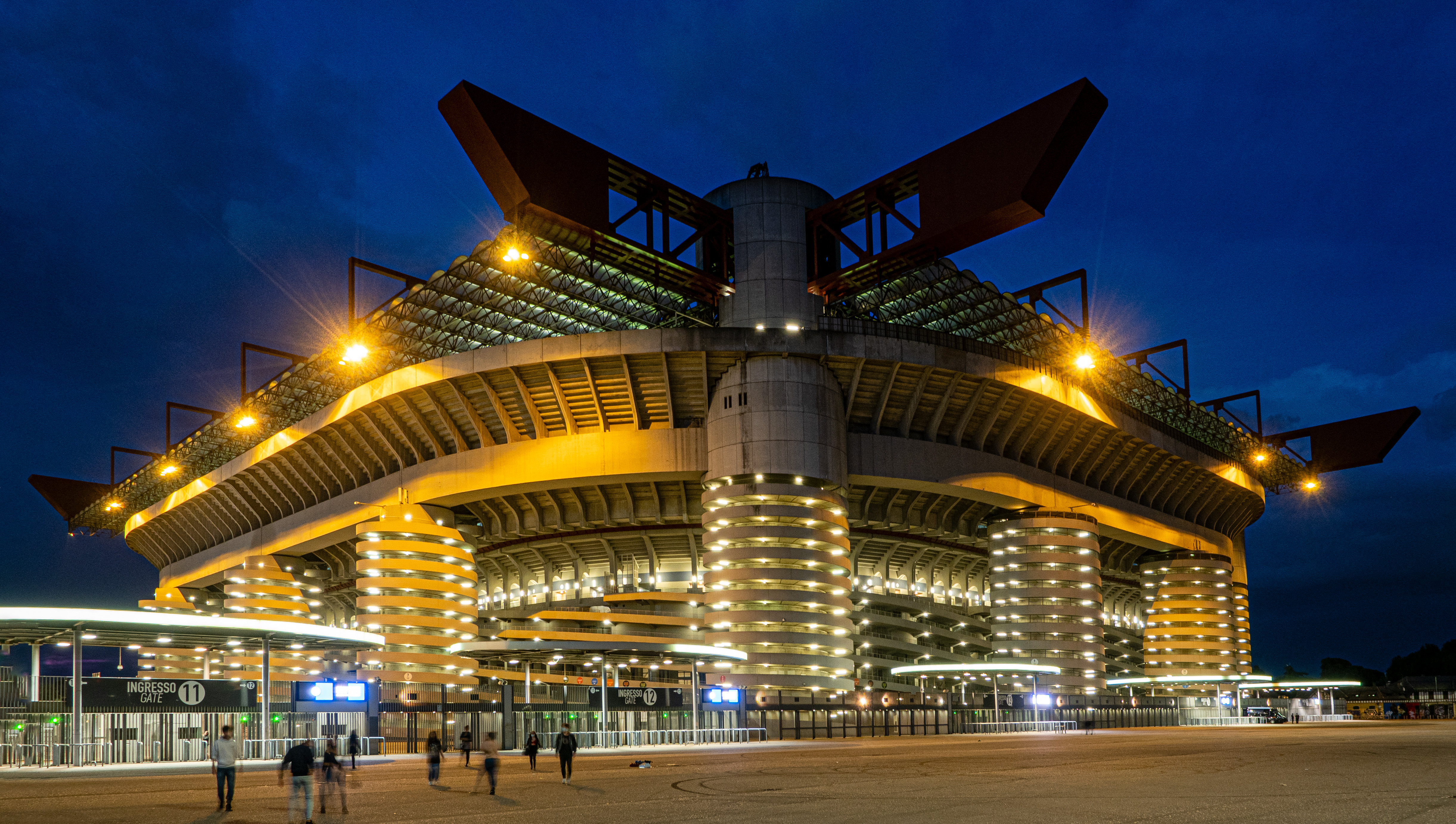
Blick auf das Stadion bei Nacht
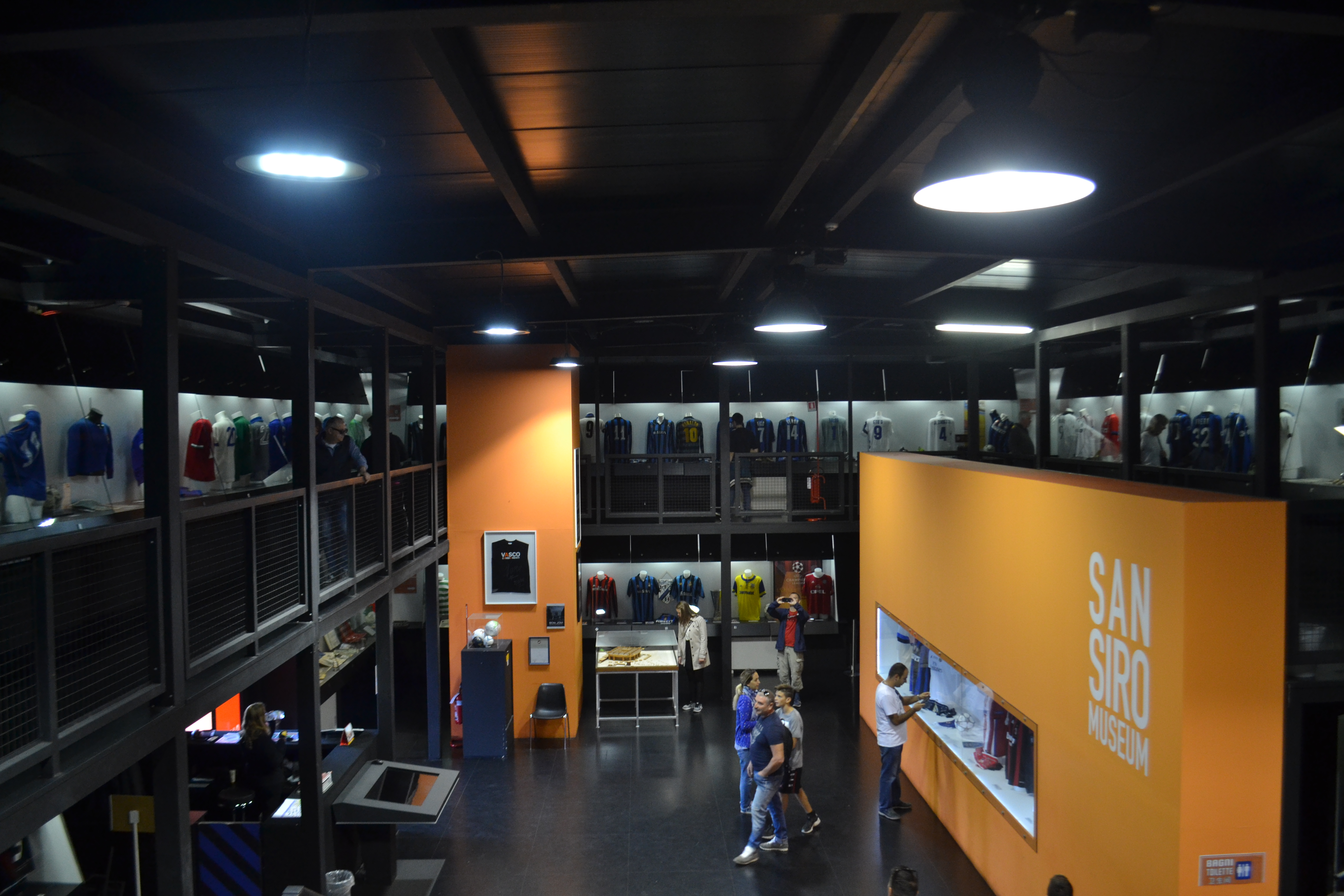
San Siro Museum